# Porte d'Aquitaine
La porte d'Aquitaine est une porte située à Bordeaux, en France.

## Localisation
La porte d'Aquitaine est située dans le département français de la Gironde, dans la commune de Bordeaux. Elle se situe sur la place de la Victoire à l'entrée de la rue Sainte-Catherine.

## Historique
Quand Tourny a supprimé les portes médiévales, il souhaitait remplacer les quatre tours rébarbatives flanquant l'ancienne porte gothique, la porte Saint Julien datant de 1302 (qui avait pris son nom d'un hôpital voisin créé en 1231 pour soigner lépreux et pestiférés) qui s'ouvrait, au sud de la rue Sainte-Catherine, sur l'actuelle Place de la Victoire, là où jadis se réunissaient les deux routes du Languedoc et d'Espagne par un véritable arc de triomphe, à l'image de la grandeur de la capitale de la Guyenne.
Le 8 juin 1748 fut entreprise sa construction par Portier.
Elle a pris le nom de porte d'Aquitaine le 18 novembre 1753 afin d'honorer le second fils de la Dauphine, le duc d'Aquitaine Xavier de France qui venait de naître.
La porte d'Aquitaine est ornée, d'un côté, des armes royales dans une coquille bivalve et de dieux marins enlaçant l'écusson ; de l'autre, les armes de la ville émergeant d'une coupe sur laquelle retombent fruits et fleurs.
Elle est faite en belle pierre de Saint-Macaire (pierre qui devient dure et rosée), percée d'une arcade de plus de onze mètres de haut et de cinq mètres de large, ornée de bossages en saillie.
Amputée de ses deux guichets latéraux (qui marquaient l’entrée symbolique (et fiscale) en ville) en 1902, elle est depuis lors un des monuments emblématiques de la place de La Victoire, vers lequel convergent tous les regards.
Elle  raccordait la vaste place d’Aquitaine (la Victoire) à une plus petite, côté rue Sainte-Catherine.
La rue « Entre-deux-places » reliait – à juste titre –, ces deux places, en longeant le rempart.
L'édifice est inscrit au titre des monuments historiques par arrêté du 12 janvier 1931.
Après la Seconde Guerre mondiale, elle a pris le nom de Porte de la Victoire.

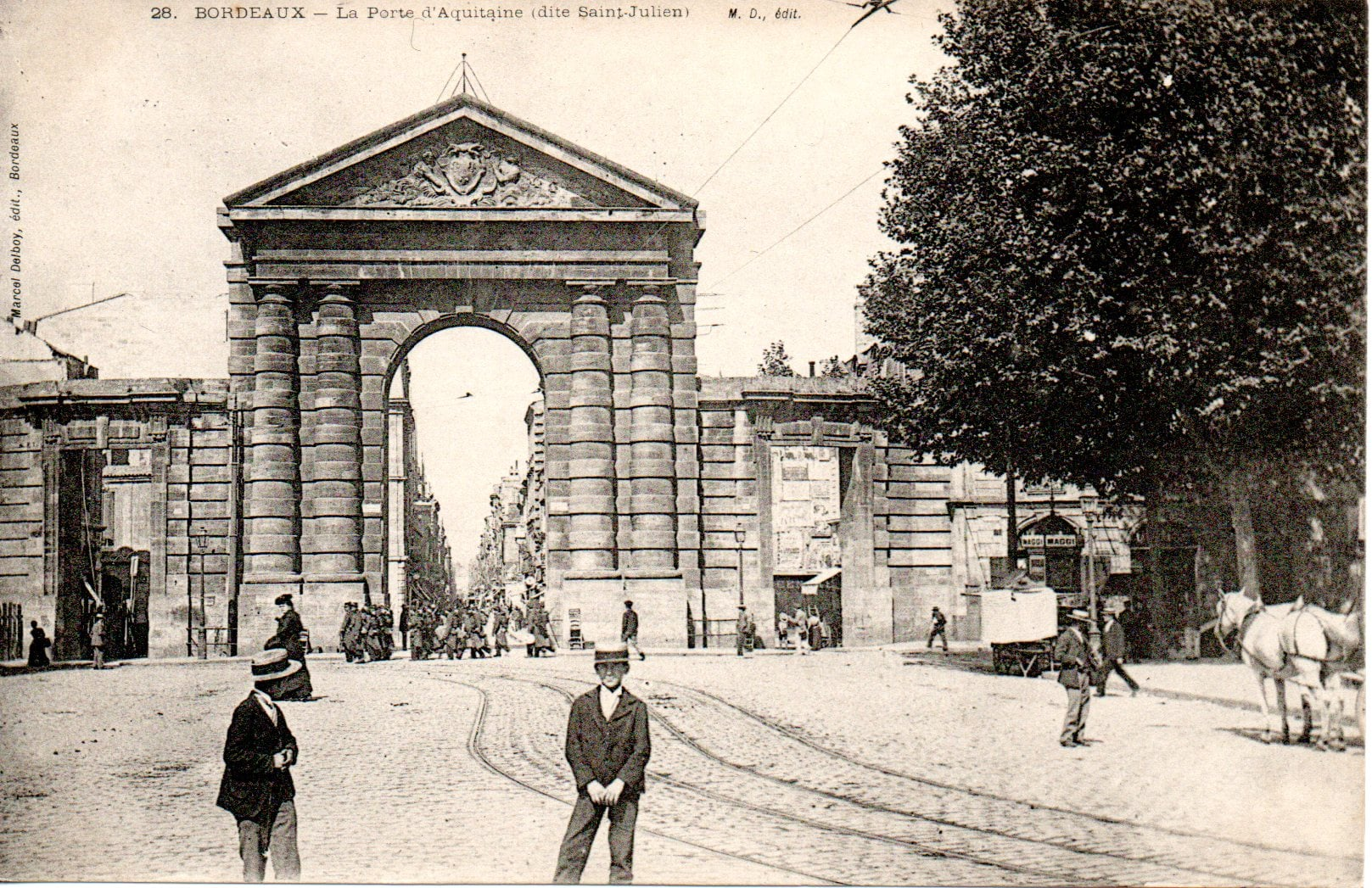
Carte postale de la Porte d'Aquitaine avec les guichets latéraux (avant 1900).
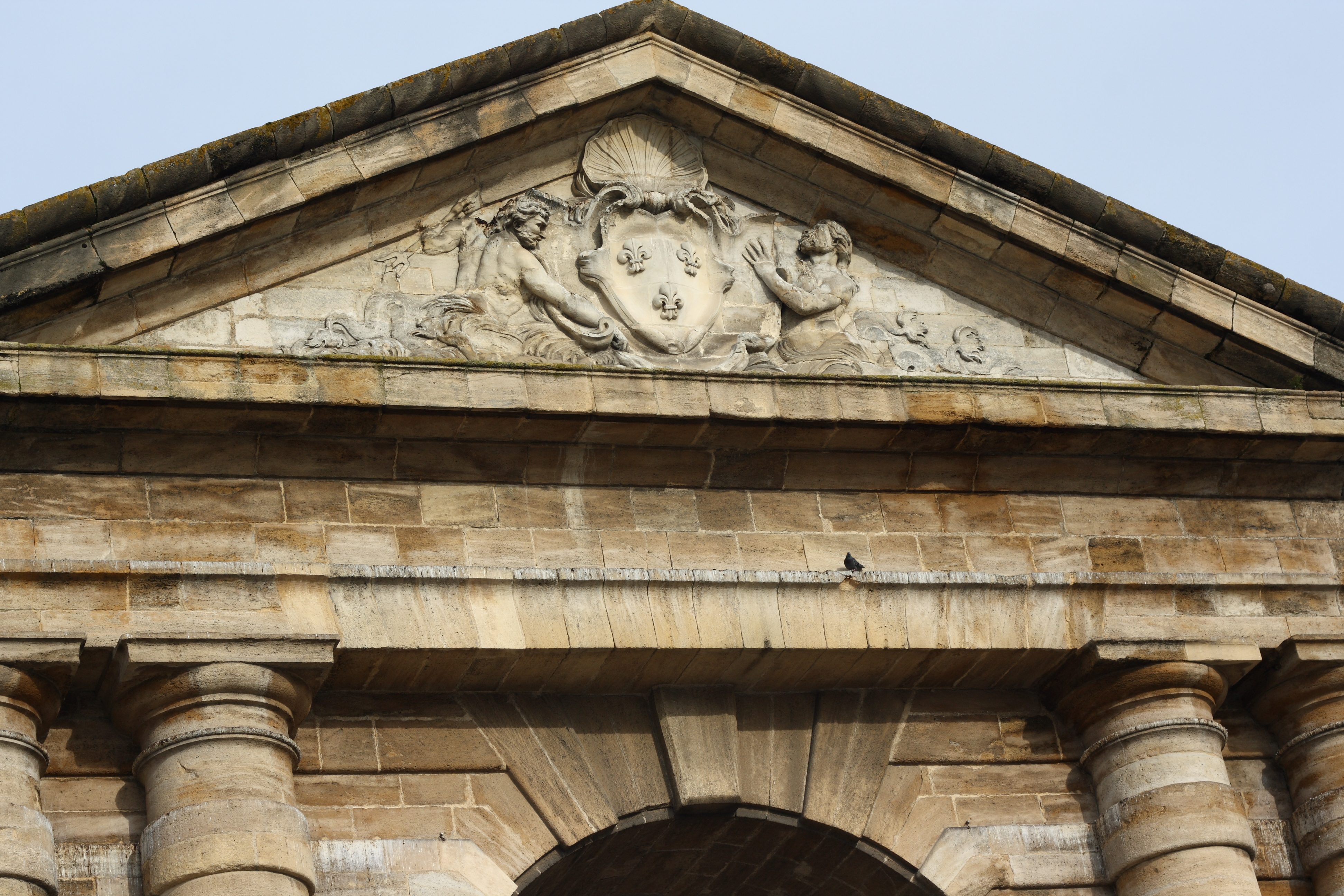
Ornements d'un côté : Armes royales dans une coquille bivalve et dieux marins enlaçant l'écusson.
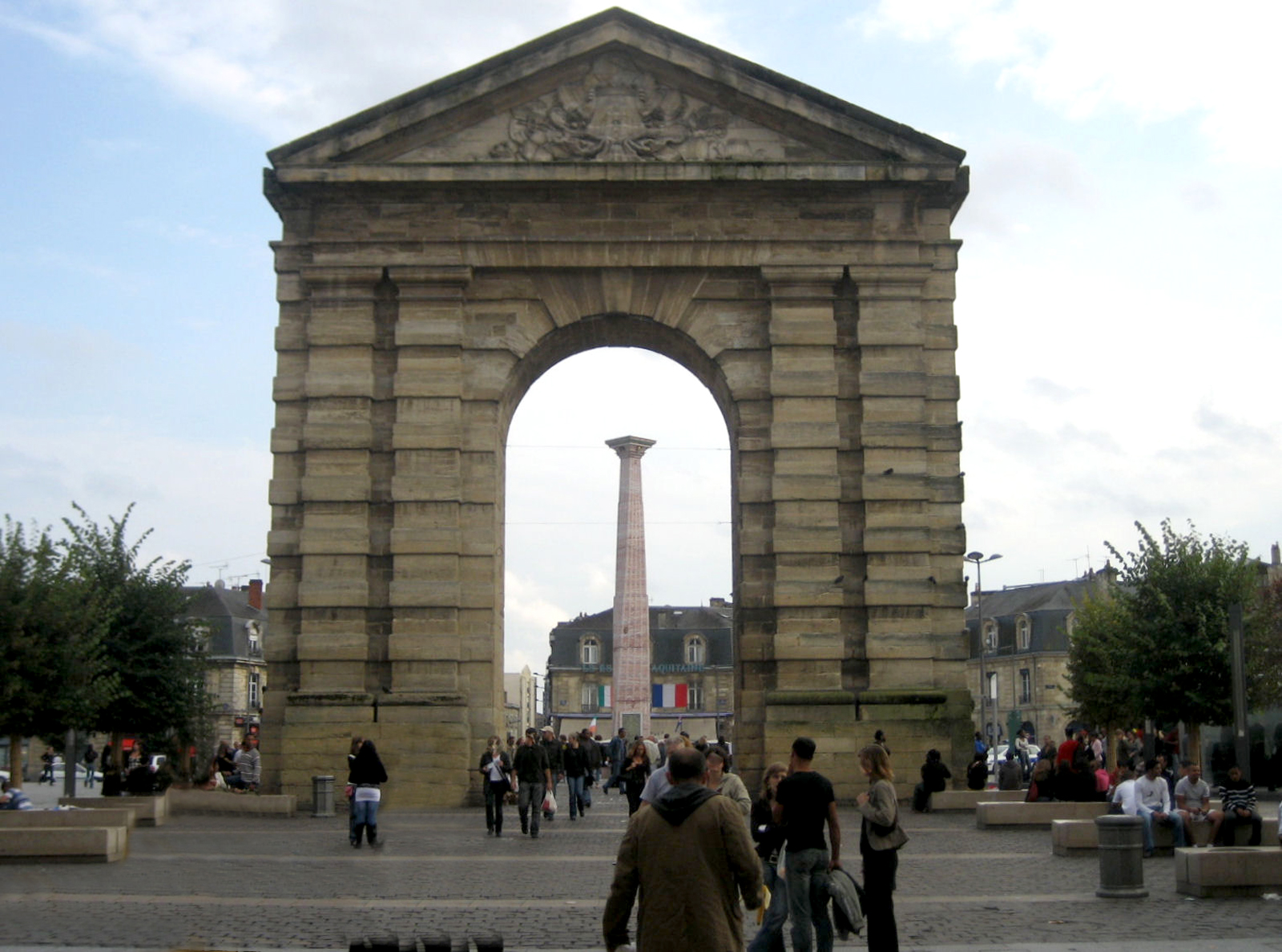
Ornements de l'autre côté : Armes de la ville émergeant d'une coupe sur laquelle retombent fruits et fleurs.